# Згорнє Веряне
Згорнє Веряне (словен. Zgornje Verjane) — поселення в общині Света Троїца-в-Словенських Горицях, Подравський регіон‎, Словенія.